# 黑勒山
47°20′48″N 10°4′14″E / 47.34667°N 10.07056°E

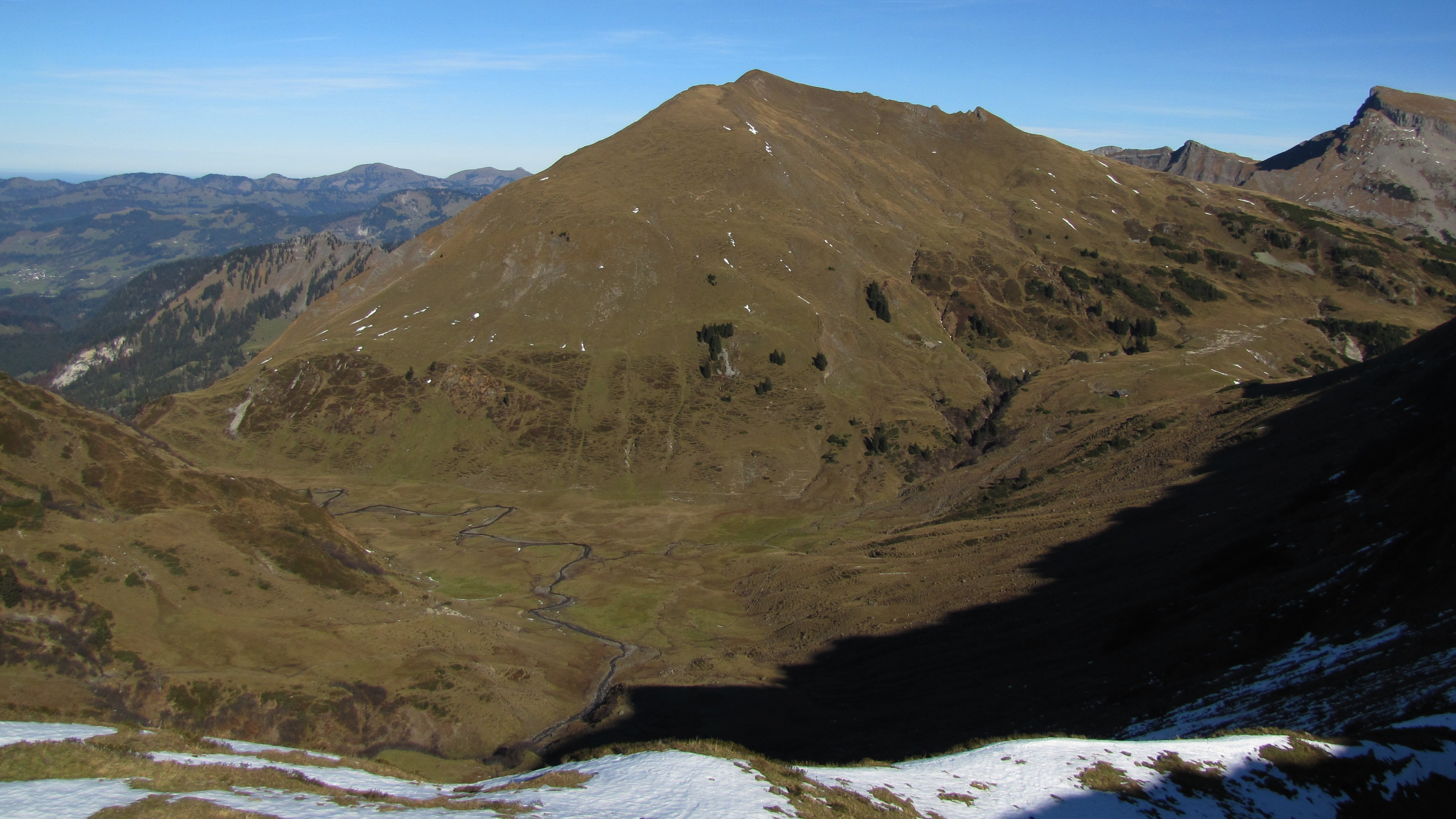

黑勒山（德語：Hählekopf），是奧地利的山峰，位於該國西部，由福拉爾貝格州負責管轄，屬於阿爾高阿爾卑斯山脈的一部分，距離上伊芬山2公里，海拔高度2,058米，每年平均降雨量1,730毫米。